# Mixogaster lanei
Mixogaster lanei (лат.) — вид мух-сирфид рода Mixogaster из семейства Syrphidae (Microdontinae). Южная Америка: Аргентина.
Метастернум редуцированный, скутеллюм невооружённый. Обнаружены в муравейниках аргентинского муравья, где поедают их расплод (питаются яйцами и личинками Linepithema humile) или собирают падаль.